# Aprosthema instratum
Aprosthema instratum is een vliesvleugelig insect uit de familie van de Argidae. De wetenschappelijke naam van de soort is voor het eerst geldig gepubliceerd in 1859 door Zaddach.